# 優待
| ウィキペディアには「優待」という見出しの百科事典記事はありません（タイトルに「優待」を含むページの一覧/「優待」で始まるページの一覧）。 代わりにウィクショナリーのページ「優待」が役に立つかもしれません。 |